# Geleitzug HX 5
Der Geleitzug HX 5 war ein alliierter Geleitzug der HX-Geleitzugserie zur Versorgung Großbritanniens im Zweiten Weltkrieg. Er fuhr am 17. Oktober 1939 im kanadischen Halifax ab und traf am 29. Oktober in Liverpool ein. Die Alliierten verloren durch deutsche U-Boote zwei Frachtschiffe mit 12.642 BRT. Damit war der Geleitzug HX 5 der erste HX-Geleitzug, der feindbedingte Verluste erlitt.

## Zusammensetzung und Sicherung

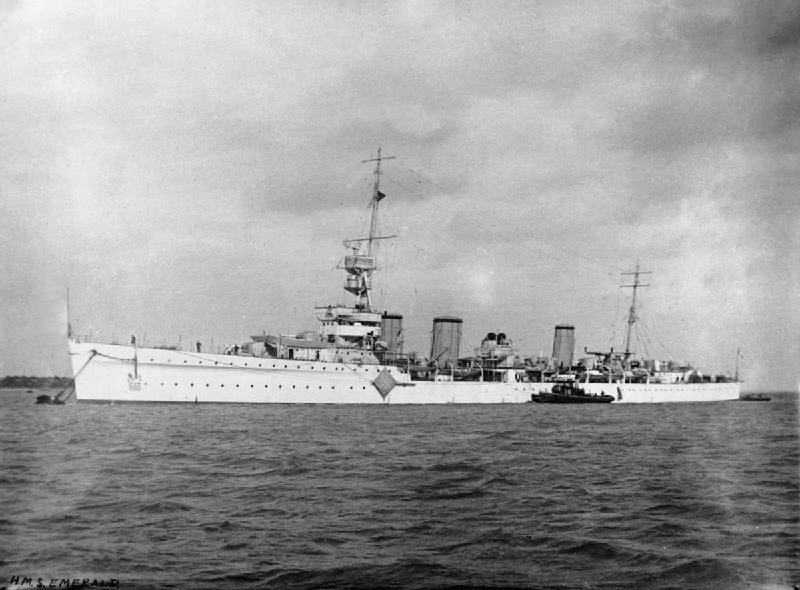
Leichter Kreuzer Emerald

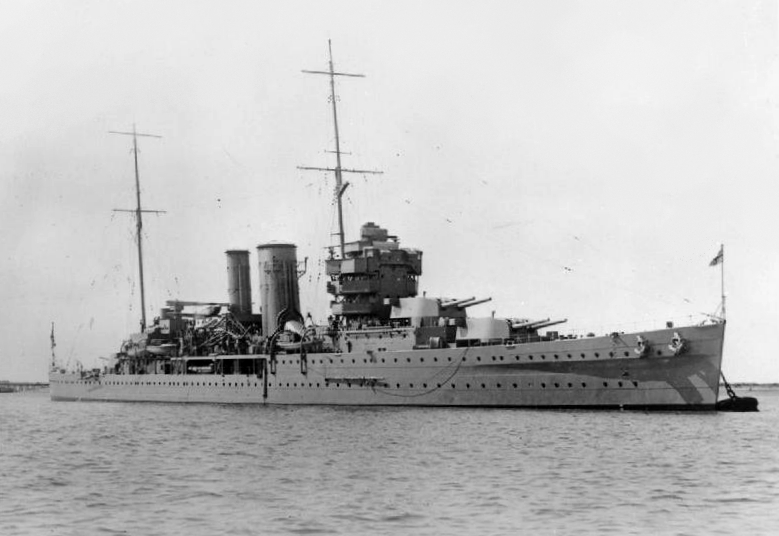
Schwerer Kreuzer York

Der Geleitzug HX 5 setzte sich aus 16 Frachtschiffen zusammen. Am 17. Oktober 1939 verließen sie Halifax (Lage) in Richtung Liverpool (Lage). Kommodore des Konvois war Rear Admiral G W Taylor, der sich auf der Malabar eingeschifft hatte. Beim Auslaufen  sicherten die britischen Kreuzer Emerald und York sowie die kanadischen Zerstörer Fraser und St. Laurent den Konvoi. Allerdings verließen die York, die Fraser und die St. Laurent den Geleitzug nach zwei Tagen, so dass die Emerald bis zum 28. Oktober die Sicherung allein übernahm. Dann wurde sie im Bereich der Western Approaches abgelöst durch die britischen Zerstörer Gallant, Grafton und Wessex.
| Name                 | Flagge                 | Vermessung in BRT | Verbleib                                |
| -------------------- | ---------------------- | ----------------- | --------------------------------------- |
| Cairnglen            | Vereinigtes Königreich | 5019              |                                         |
| Cairnmona            | Vereinigtes Königreich | 4666              | am 30. Oktober von U 13 versenkt (Lage) |
| Cairnvalona          | Vereinigtes Königreich | 4929              |                                         |
| Dunaff Head          | Vereinigtes Königreich | 5258              |                                         |
| Floride              | Frankreich             | 7030              |                                         |
| Gracia               | Vereinigtes Königreich | 5642              |                                         |
| Hindpool             | Vereinigtes Königreich | 4897              |                                         |
| Malabar              | Vereinigtes Königreich | 7976              | am 29. Oktober von U 34 versenkt (Lage) |
| Manchester Commerce  | Vereinigtes Königreich | 5343              |                                         |
| New Westminster City | Vereinigtes Königreich | 4747              |                                         |
| Norwegian            | Vereinigtes Königreich | 6366              |                                         |
| Penrose              | Vereinigtes Königreich | 4393              |                                         |
| Rancher              | Vereinigtes Königreich | 5882              |                                         |
| San Ernesto          | Vereinigtes Königreich | 8078              |                                         |
| Trelissick           | Vereinigtes Königreich | 5265              |                                         |
| Vaclite              | Vereinigtes Königreich | 5026              |                                         |

## Verlauf
Am 29. Oktober 1939 sichtete das deutsche U-Boot U 34 unter dem Kommandanten Wilhelm Rollmann den Geleitzug. Da sich keine weiteren U-Boote in der Nähe befanden, bekam er vom BdU die Erlaubnis, sofort anzugreifen. Er griff den mit Bauholz, Frachtgut und Tabak beladenen britischen Frachter Malabar (7976 BRT) mit zwei G7e-Torpedos an und versenkte ihn. Dabei kamen 5 der 75 Menschen an Bord ums Leben. Am nächsten Tag, der Geleitzug war inzwischen aufgelöst worden, fand U 13 die allein fahrende Cairnmona (4666 BRT), die mit einer Ladung Weizen und Kupfer auf dem Weg nach Leith war. Nach einem Torpedotreffer sank sie unter Verlust von 3 der 27 Besatzungsangehörigen. Insgesamt wurden zwei Schiffe mit 12.642 BRT versenkt.